# Franciszek Jędrzejowicz

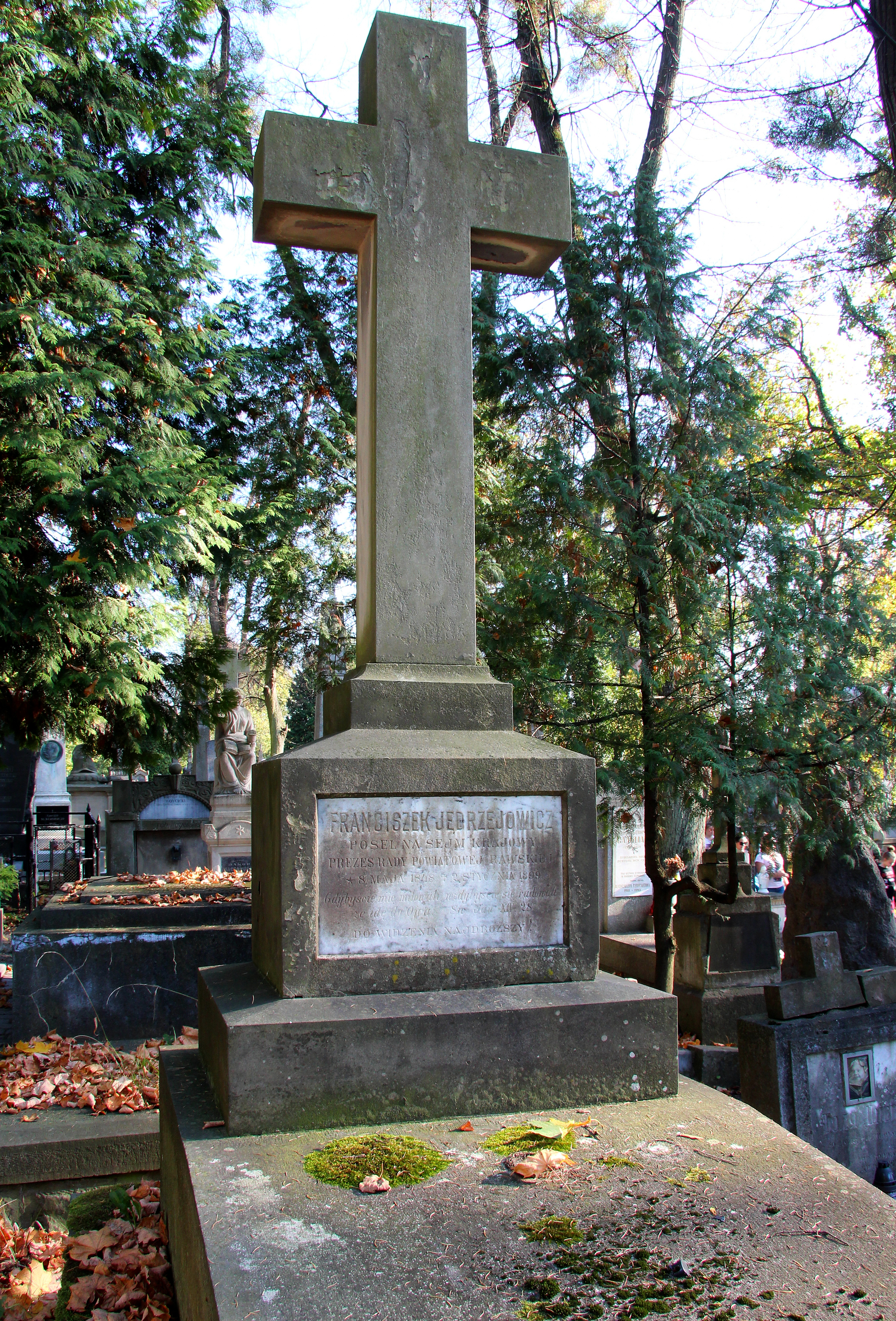
Grób Franciszka Jędrzejowicza

Franciszek Jędrzejowicz (ur. 8 maja 1848, zm. 2 stycznia 1899) – poseł do Sejmu Krajowego Galicji VI i VII kadencji (1889–1899), właściciel dóbr Żurawce koło Lubyczy Królewskiej.
Wybrany do Sejmu Krajowego z IV kurii okręgu wyborczego Rawa.